# Methanothermaceae
A Methanothermaceae az élőlények rendszertani osztályozásában a Methanobacteriales rend alá tartozó egyik baktériumcsalád.

### Tudományos folyóiratok
- Judicial Commission of the International Committee on Systematics of Prokaryotes (2005). „The nomenclatural types of the orders Acholeplasmatales, Halanaerobiales, Halobacteriales, Methanobacteriales, Methanococcales, Methanomicrobiales, Planctomycetales, Prochlorales, Sulfolobales, Thermococcales, Thermoproteales and Verrucomicrobiales are the genera Acholeplasma, Halanaerobium, Halobacterium, Methanobacterium, Methanococcus, Methanomicrobium, Planctomyces, Prochloron, Sulfolobus, Thermococcus, Thermoproteus and Verrucomicrobium, respectively. Opinion 79”. Int. J. Syst. Evol. Microbiol. 55 (Pt 1), 517–518. o. DOI:10.1099/ijs.0.63548-0. PMID 15653928.
- Euzeby JP, Tindall BJ (2001). „Nomenclatural type of orders: corrections necessary according to Rules 15 and 21a of the Bacteriological Code (1990 Revision), and designation of appropriate nomenclatural types of classes and subclasses. Request for an Opinion”. Int. J. Syst. Evol. Microbiol. 51 (Pt 2), 725–727. o. PMID 11321122.
- Stetter KO, Thomm M, Winter J, Wildgruber G, Huber H, Zillig W, Jane-Covic D, Konig H, Palm P, Wunderl S (1981). „Methanothermus fervidus sp. nov., a novel extremely thermophilic methanogen isolated from an Icelandic hot spring”. Zentralbl. Mikrobiol. Parasitenkd. Infektionskr. Hyg. Abt. 1 Orig. C2, 166–178. o.
- Balch WE, Fox GE, Magrum LJ, Woses CR, Wolfe RS (1979). „Methanogens: reevaluation of a unique biological group”. Microbiol. Rev. 43 (2), 260–296. o. PMID 390357. PMC 281474.

### Tudományos adatbázisok
- Methanothermaceae PubMed hivatkozásai
- Methanothermaceae PubMed Central hivatkozásai
- Methanothermaceae Google Scholar hivatkozásai